# Chimiorécepteur
Un chimiorécepteur (aussi appelé chémorécepteur) est une cellule nerveuse capable de détecter des substances chimiques et de relayer cette information vers le système nerveux central. Ils peuvent détecter des stimuli externes (odorat et goût) ou internes (pression partielle de dioxyde de carbone ou de dioxygène).
On retrouve ainsi un grand nombre de chimiorécepteurs sur la surface de la langue et des muqueuses de la bouche, dans l'épithélium olfactif de la cavité nasale, mais aussi dans la crosse aortique et les corpuscules carotidiens où ils recueillent des informations sur les substances chimiques en circulation dans le sang, ou dans les viscères où ils indiquent les conséquences postingestives des aliments.

## Cas de la respiration humaine (automatique)

### Chimiorécepteurs centraux
Ils sont situés dans la moelle allongée (ou medulla) au niveau du système nerveux central.

#### Mécanisme
Les chimiorécepteurs centraux, situés sur la face antérieure de la moelle allongée, près de la sortie des IXe et Xe paires de nerfs crâniens, mesurent le pH du liquide cérébrospinal (LCS).
Cependant la barrière entre le sang et le LCR est très perméable au CO2, et peu perméable au H+ et HCO3–. Ainsi le stimulus initial est généralement le CO2.
Le CO2 se trouve dans les liquides aqueux sous forme dissoute, mais aussi sous forme d'acide : {\displaystyle {\rm {H_{2}O+CO_{2}\rightleftharpoons H_{2}CO_{3}\rightleftharpoons H^{+}+HCO_{3}^{-}}}}.
Lorsque la pression en CO2 (PCO2) du sang augmente, le gaz se diffuse des vaisseaux cérébraux dans le LCS, libérant des protons (H+) qui stimulent les chimiorécepteurs.

#### Réaction
- Le CO2 agit pour des pressions partielles supérieures à 40 mmHg. Il en résulte une hyperventilation réactionnelle.
- L'organisme réagit lentement, en quelques minutes.

### Chimiorécepteurs périphériques

#### Mécanisme
Ils sont situés dans les corpuscules carotidiens (reliés par le nerf glossopharyngien au cerveau) et dans les corpuscules aortiques (reliés par le nerf vague au cerveau). Les corpuscules carotidiens sont situés à la bifurcation des artères carotides communes (corpuscule carotidien) ; les corpuscules aortiques au-dessus et en dessous de la crosse de l’aorte.
Ils répondent à la diminution de la PaO2 (pression partielle de dioxygène dans le sang artériel) et à l’augmentation de la PaCO2 (pression partielle du dioxyde de carbone dans le sang artériel). Ils sont à l'origine de la totalité de l’augmentation ventilatoire en réponse à une hypoxémie artérielle. Indiquer les références d'articles ayant démontré cet énoncé.

#### Réaction
- La réponse est relativement faible jusqu’à PaO2 < 100 mmHg.
- La réponse est maximale pour une PaO2 < 50 mmHg.
- Le stimulus CO2 agit pour PaCO2 > 40 mmHg. Cette réponse est rapide mais elle est bloquée par PaO2 > 200 mmHg.

### Résumé
La PaCO2 du sang artériel est le facteur le plus important dans le contrôle de la ventilation. Un abaissement de la PaCO2 artérielle permet de réduire le stimulus de ventilation (voir hyperventilation).